# Imitations
Imitations je osmé studiové album amerického hudebníka Marka Lanegana, vydané v září 2013 u vydavatelství Vagrant Records (Spojené státy americké) a Heavenly Recordings (Spojené království). Album neobsahuje žádné původní autorské skladby, ale coververze například od Nicka Cavea, Franka Sinatry nebo od zpěvačky Chelsea Wolfe. První singl z alba obsahoval píseň „I'm Not the Loving Kind“ od Johna Calea a vyšel již v červnu 2013.
Jde o Laneganovo druhé album složené z coververzí; první I'll Take Care of You vyšlo v roce 1999. Producentem alba byl Martin Feveyear.

## Seznam skladeb
| Pořadí | Název                   | Autor                                    | Původní interpret           | Délka |
| ------ | ----------------------- | ---------------------------------------- | --------------------------- | ----- |
| 1.     | Flatlands               | Chelsea Wolfe                            | Chelsea Wolfe               | 3:58  |
| 2.     | She's Gone              | Vern Gosdin                              | Vern Gosdin                 | 2:09  |
| 3.     | Deepest Shade           | Greg Dulli                               | The Twilight Singers        | 4:03  |
| 4.     | You Only Live Twice     | Leslie Bricusse                          | Nancy Sinatra               | 3:06  |
| 5.     | Pretty Colors           | Al Gorgoni, Chip Taylor                  | Frank Sinatra               | 2:43  |
| 6.     | Brompton Oratory        | Nick Cave                                | Nick Cave and the Bad Seeds | 4:15  |
| 7.     | Solitare                | Neil Sedaka, Phil Cody                   | Andy Williams               | 4:55  |
| 8.     | Mack the Knife          | Kurt Weill, Bertolt Brecht               | Bobby Darin                 | 3:08  |
| 9.     | I'm Not the Loving Kind | John Cale                                | John Cale                   | 3:08  |
| 10.    | Lonely Street           | Carl Belew, Kenny Sowder, W.S. Stevenson | Andy Williams               | 2:50  |
| 11.    | Élégie funèbre          | Gérard Manset                            | Gérard Manset               | 3:33  |
| 12.    | Autumn Leaves           | Joseph Kosma, Jacques Prévert            | Andy Williams               | 3:32  |

## Obsazení
- Mark Lanegan – zpěv
- Mike Johnson – kytara
- Alain Johannes – kytara, mellotron
- Barrett Martin – vibrafon, tamburína, bicí, perkuse
- Bill Rieflin – bicí, perkuse, harmonium, mellotron
- Duff McKagan – baskytara
- Mark Pickerel – bicí
- Jeff Fielder – kytara
- Drew Church – baskytara
- Andrew Joslyn – housle, viola
- Rebecca Filice – violoncello
- Mark Hoyt – kytara, doprovodné vokály
- Billy Stover – klavír
- Jason Staczek – cembalo
- Eric Padget – trubka
- Tom Yoder – pozoun